# Langer Marsch 10

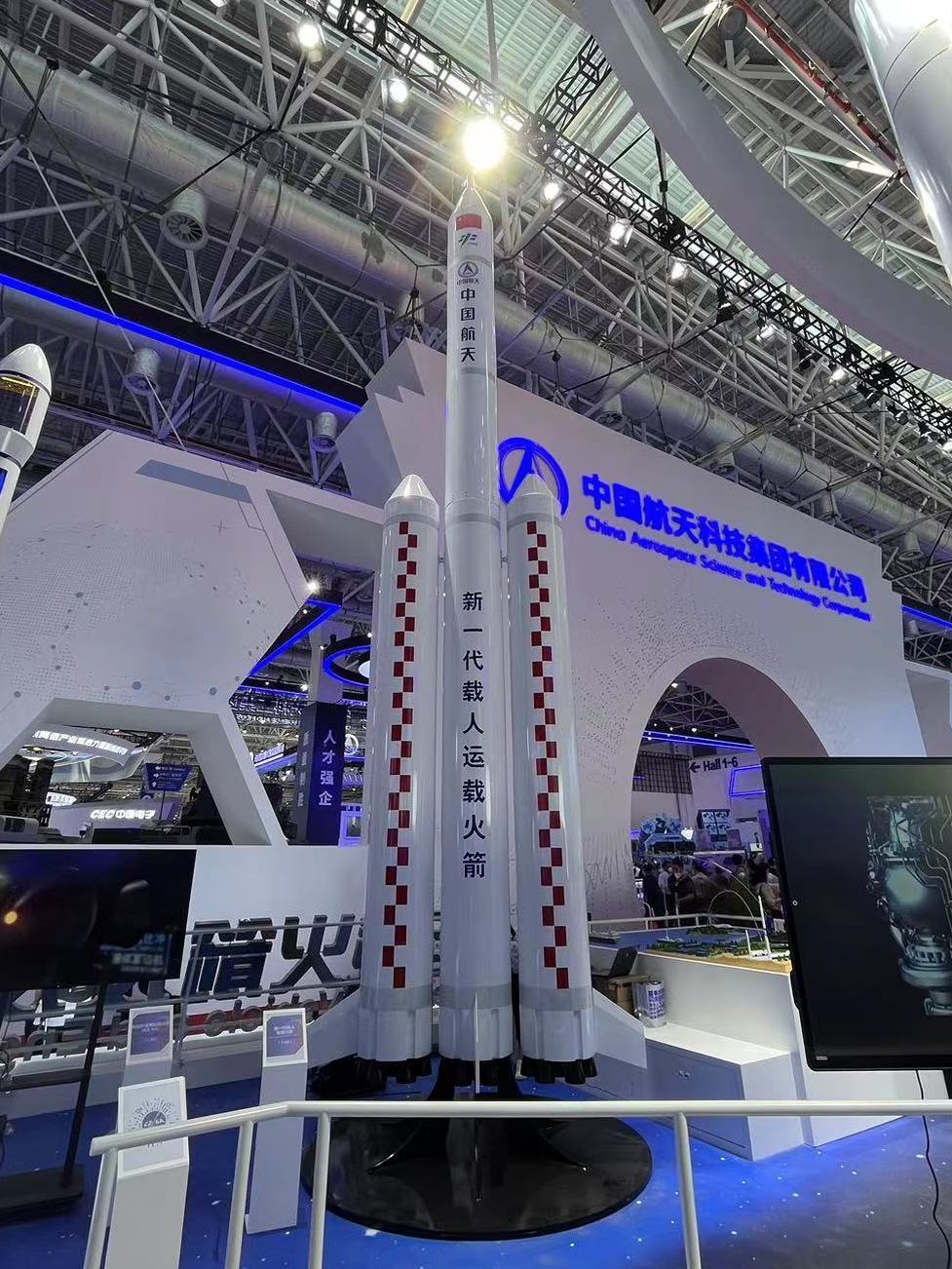
Modell der Langer Marsch 10 (2022)

Langer Marsch 10, kurz LM-10 (chinesisch 長征十號 / 长征十号, Pinyin Chángzhēng Shíhào, kurz CZ-10), ist eine bei der China Aerospace Science and Technology Corporation in Entwicklung befindliche Trägerrakete für bemannte Flüge zum Mond.
Wegen ihres großen Durchmessers kann die Rakete nicht mit der Eisenbahn transportiert werden und muss vom Kosmodrom Wenchang auf der Insel Hainan starten. Der Erstflug der Rakete ist für 2027 geplant.

## Geschichte des chinesischen Mondlandeprogramms
Nachdem am 4. Januar 1965 das für ballistische Raketen und Raumfahrt zuständige 5. Forschungsinstitut aus dem Verteidigungsministerium der Volksrepublik China ausgelagert worden war und als „Siebtes Ministerium für Maschinenbauindustrie“ selbstständig agieren konnte, verfasste man dort einen „Zehnjahresplan für die Entwicklung chinesischer Satelliten“ (发展中国人造卫星事业的十年规划). In dem Dokument war auch von bemannten Raumschiffen die Rede. Als Trägerrakete war eine Interkontinentalraketen-Variante namens „Dongfeng 6“ mit einer Nutzlast von 6 Tonnen angedacht, die 1969 oder 1970 einsatzfähig sein sollte, gefolgt von einer zivilen Rakete namens „Langer Marsch 10“ mit einer Nutzlast von 50–150 Tonnen, einsatzbereit 1975, mit der man eine bemannte Mondlandung versuchen wollte (zum Vergleich: die Saturn V konnte am Ende 133 Tonnen Nutzlast in den Orbit befördern).
Diese Pläne lagen damals weit jenseits der technischen Möglichkeiten Chinas. Ein am 14. Juli 1970 genehmigtes Projekt zum Bau eines bemannten Raumschiffs namens „Shuguang“ kam nie über ein Modell aus Holz und Pappe hinaus und wurde im März 1975 offiziell eingestellt. Am 21. September 1992 wurde dann jedoch das Bemannte Raumfahrtprogramm der Volksrepublik China verabschiedet. Das sogenannte „Projekt 921“ war ein realistisches Programm, mit dem man in drei Schritten innerhalb von 30 Jahren zu der am 3. November 2022 fertiggestellten, ständig besetzten Chinesischen Raumstation gelangte.
Das von der heutigen Abteilung für Waffenentwicklung der Zentralen Militärkommission betriebene Projekt 921 befasste sich nur mit Entwicklung und Bau einer Raumstation in einer niedrigen Erdumlaufbahn von etwa 400 km Höhe sowie den für deren Betrieb nötigen Personen- und Frachtraumschiffen. Parallel dazu wurden jedoch von der Chinesischen Akademie der Wissenschaften ab 1991 Pläne zu einer Erkundung des Mondes vorangetrieben, die am 24. Januar 2004 als „Mondprogramm der Volksrepublik China“ offiziell genehmigt wurden. Das Mondprogramm bestand ebenfalls aus drei Schritten, die wiederum in kleinere Einzelschritte unterteilt waren. Die Drei Großen Schritte lauteten:
1. Unbemannte Erkundung (探)
2. Bemannte Landung (登)
3. Stationierung einer ständigen Besatzung (驻)[4]

Das ursprüngliche Programm wurde im weiteren Verlauf mehrmals modifiziert. Im Prinzip war jedoch seit 2004 klar, dass bemannte Mondlandungen stattfinden würden und man dafür ein tiefraumgeeignetes Raumschiff, eine Landefähre und eine leistungsfähige Trägerrakete entwickeln musste.
Die Chinesische Akademie für Weltraumtechnologie begann 2010 in Eigeninitiative mit den ersten Planungen für das Raumschiff, im März 2015 wurde ein detailliertes Konzept vorgestellt, und im Mai 2020 absolvierte ein Prototyp des „Bemannten Raumschiffs der neuen Generation“ einen ersten Testflug.
Im Jahr 2011 wurden beim Büro für bemannte Raumfahrt, also der zuständigen Dienststelle in der Abteilung für Waffenentwicklung der Zentralen Militärkommission, die ersten Arbeitsgruppen gebildet, die in zahlreichen Sitzungen Missionsprofile – man entschied sich für einen getrennten Start von Raumschiff und Landefähre – und die Spezifikationen einer Trägerrakete für bemannte Monderkundung formulierten.

## Planung der Langer Marsch 10
2017 begann dann die Chinesische Akademie für Trägerraketentechnologie, also die Herstellerfirma, mit Unterstützung und unter Anleitung des Kommandanten und des Technischen Direktors des bemannten Raumfahrtprogramms mit Vorplanungen für die Trägerrakete des bemannten Mondlandeprogramms.
Die Vorgabe war damals, auf existierenden und bewährten Technologien aufzubauen, sowohl was die tragende Struktur der Rakete betraf – die Raketenstufen mit 5 m Durchmesser wurden von der Changzheng 5 übernommen – als auch die Triebwerke: das Kerosin-Triebwerk YF-100 und das Wasserstoff-Triebwerk YF-75.
Im November 2018 wurde auf der Luft- und Raumfahrtausstellung Zhuhai ein erstes Modell der Rakete vorgestellt.
Am 9. Oktober 2019 wurde der Abschlussbericht des Vorplanungsprojekts – „Zusammenfassung der Technologien und technischen Anwendungen bei einer bemannten modularen Rakete von 5 m Durchmesser der neuen Generation“ – von einer vom Büro für bemannte Raumfahrt zusammengestellten Expertenkommission nach Überprüfung abgenommen und akzeptiert. Anschließend wurde vom Kommandanten und dem Technischen Direktor in Zusammenarbeit mit der China Aerospace Science and Technology Corporation ein Plan für die konkrete Entwicklungsarbeit aufgestellt. 2020 wurde schließlich Zhang Zhi (张智, * 1964) zum Chefkonstrukteur der Rakete ernannt, der zuvor sechs Jahre lang, seit 2014, Chefkonstrukteur der bemannten Rakete Langer Marsch 2F/G gewesen war.
Nach der Kurzbezeichnung für das bemannte Raumfahrtprogramm wurde die bemannte Trägerrakete der neuen Generation (新一代载人运载火箭) zeitweise auch „921-Rakete“ (921火箭) genannt. Im Januar 2023 erhielt die Rakete offiziell die seit 1965 reservierte Bezeichnung „Langer Marsch 10“.

## Aufbau
Bei der Changzheng 10 handelt es sich um eine dreistufige Rakete mit zwei seitlich angeordneten Boostern. Die Raketenstufen und Booster besitzen alle einen Durchmesser von 5 m und verwenden durchweg Flüssigkeitsraketentriebwerke, bei der ersten und zweiten Stufe sowie bei den Boostern mit der Treibstoffkombination Flüssigsauerstoff/Raketenkerosin, bei der dritten Stufe Flüssigsauerstoff/flüssiger Wasserstoff. Mit der Rettungsrakete, die zwei Minuten nach dem Start abgeworfen wird, ist die CZ-10 insgesamt 91,6 m hoch. Die Landefähre wird unbemannt gestartet, der Umstieg der Mannschaft erfolgt erst in der Mondumlaufbahn. Daher ist hier keine Rettungsrakete erforderlich, dafür aber eine aerodynamische Nutzlastverkleidung. In dieser Version ist die Rakete 88,5 m hoch.
Anders als traditionelle Trägerraketen, die verschiedene Nutzlasten transportieren können und hierfür an der Oberstufe einen Adapter besitzen, wurde die CZ-10 speziell für das bemannte Raumschiff der neuen Generation konstruiert, bei dem das Servicemodul als Oberstufe in die Rakete integriert ist; das Raumschiff ruht ohne Nutzlasttraggestell mit einem überstehenden Rand auf der Raketenwand. Die tragende Struktur der CZ-10 ist in Leichtbauweise ausgeführt, und auch sonst wurden zahlreiche Maßnahmen zur Reduzierung des Eigengewichts der Rakete getroffen. So besitzen zum Beispiel die Treibstoff- und Oxidator-Tanks aller Stufen gemeinsame Böden.
Es wurden überarbeitete Versionen des YF-100 entwickelt, bei denen zur Steuerung des Schubkraftvektors nicht mehr das ganze Triebwerk, sondern nur noch die Düse geschwenkt wird, was allein durch die einfachere Hydraulik eine Gewichtsersparnis von 200 kg pro Triebwerk ergibt. Zusammen mit anderen Verbesserungen macht das das YF-100K für die erste Stufe um 300 kg leichter als das ursprüngliche YF-100. Die Vakuumversion YF-100M für die zweite Stufe besitzt eine stark vergrößerte Düse, die jedoch aus einer Titanlegierung hergestellt wird, was ihr Gewicht wieder verringert. Für diese Triebwerke wurde außerdem eine besonders energiereiche Version von Raketenkerosin entwickelt.
Da die Changzheng 10 für bemannte Flüge gedacht ist, gelten dort dieselben Sicherheitsanforderungen wie bei der Changzheng 2F/G, die derzeit die Raumfahrer zur Chinesischen Raumstation bringt. Bei Antrieb und Steuerung gibt es redundante Systeme, zur Überprüfung vor dem Start sowie zur Selbstüberwachung der Rakete während des Fluges wurden neue Techniken entwickelt, ebenso wie zur Dämpfung von vertikalen rückgekoppelten Oszillationen. Der gesamte Flug wird über die Tianlian-Relaissatelliten überwacht und gesteuert.
Falls es zu Triebwerksproblemen kommt, kann die Rakete das Antriebssystem selbstständig neu konfigurieren und eine sichere Flugbahn berechnen.
Wenn zum Beispiel nur ein Triebwerk ausfällt, kann die Rakete die Nutzlast immer noch in die geplante Parkbahn von 170 × 200 km bringen, allerdings mit einer gewissen zeitlichen Verzögerung. Raumschiff oder Landefähre könnten bei einer Neuprogrammierung des Flugablaufs mit einem etwas anderen Transferorbit immer noch den Mond erreichen und die Raumfahrer dort regulär landen. Wenn mehrere Triebwerke ausfallen, kann das Raumschiff mit den Treibstoffreserven im Servicemodul zwar den Mond erreichen, kann dort jedoch kaum noch manövrieren und muss nach einer Umrundung oder einigen Umkreisungen wieder zur Erde zurückkehren. Bei größeren Schäden, die jedoch noch nicht das Auslösen der Rettungsrakete erfordern, können mit dem Raumschiff auch in einer erdnahen Umlaufbahn Experimente und Technologieerprobungen durchgeführt werden.
Die erste Stufe und die beiden Booster besitzen jeweils sieben Triebwerke von Typ YF-100K, wobei bei den Boostern alle sieben Triebwerke um beide Achsen schwenkbar sind. Bei der Kernstufe sind die drei Triebwerke in der Mitte um zwei Achsen schwenkbar, die links und rechts davon angeordneten jeweils zwei Triebwerke der Variante YF-100K/L um eine Achse.
Die Schubkraft des YF-100K ist im Bereich zwischen 65 % und 105 % regelbar, wodurch es möglich ist, die Beschleunigungsänderung beim Abtrennen der Booster und der ersten Stufe und damit die Belastung für die Mannschaft zu reduzieren.
Auch die Abtrennung des Raumschiffs nach Brennende der dritten Stufe erfolgt mit geringem Kraftstoß.
Der nötige Druck für den Transport des flüssigen Sauerstoffs zu den jeweils sieben Triebwerken der ersten Raketenstufe und der Booster wird durch einen Hydraulikspeicher bewerkstelligt, der mit einem Druck von 1,4 MPa arbeitet. Bei der Hauptstädtischen Raumflugkörper GmbH, auch bekannt als „Fabrik 211“, die die Komponenten für die in Tianjin montierte Rakete herstellt, bestand ein erstes Exemplar des Hydraulikspeichers am 29. März 2023 einen Test auf Kälteschock (Flüssigsauerstoff hat eine Temperatur von −183 °C) und Druckbeständigkeit.

## Einsatzprofil
Die Changzheng 10 ist zunächst dafür gedacht, ab ca. 2030 Raumfahrer zum Mond zu bringen. Nach einer geplanten Erweiterung der Chinesischen Raumstation soll sie ab 2033 dort auch den regelmäßigen Wechsel der Besatzung von dann sechs Personen durchführen.
Da die Raketenstufen wegen ihres großen Durchmessers nicht mit der Eisenbahn, sondern nur über das Meer transportiert werden können, sind nur Starts vom Kosmodrom Wenchang möglich, wo die Zahl der Starttage durch die sommerlichen Taifune eingeschränkt ist. Daher kann sie die Changzheng 2F/G nicht vollständig ersetzen, die vom Kosmodrom Jiuquan in der Wüste Gobi an 300 Tagen im Jahr starten kann. Nach einem erfolgreichen Test mit der Rakete Changzheng 2F/G Y13 bei der Mission Shenzhou 13, die 2021 auf dem Kosmodrom ein halbes Jahr lang fertig montiert stehend aufbewahrt worden war, um in einem Notfall für die Mannschaft von Shenzhou 12 ein Rettungsraumschiff ins All bringen zu können, beschlossen die Verantwortlichen beim Büro für bemannte Raumfahrt, das Rotationssystem der Rettungsraketen in jedem Fall beizubehalten.
Auch nach 2033 wird es noch Flüge mit der Changzheng 2F/G zur Raumstation geben, wenn nicht für Rettungseinsätze, dann für Weltraumtouristen.
Wenn man die 27 t Nutzlast für eine Transferbahn zum Mond auf eine erdnahe Umlaufbahn umrechnet, würde das eine theoretische Nutzlast von 70 t ergeben (tatsächlich wäre es der dreistufigen Rakete nicht ohne weiteres möglich, Nutzlasten in einer erdnahen Umlaufbahn auszusetzen). Die Changzheng 10 ist für den Transport des gut 20 t schweren bemannten Raumschiffs der neuen Generation zu der in 400 km Höhe um die Erde kreisenden Chinesischen Raumstation überdimensioniert. Daher arbeitet man parallel zu der dreistufigen Rakete für Flüge zum Mond an der zweistufigen, boosterlosen Version Changzheng-10A mit einer Transportkapazität von 14 t, also ein bemanntes Raumschiff mit kleinerem Servicemodul, für eine erdnahe Umlaufbahn. Bei dieser 67 m langen Version soll die erste Stufe in fernerer Zukunft wiederverwendbar sein.
Die boosterlose Changzheng 10A, von der es ebenfalls eine Version für Frachttransport und eine für Personentransport geben soll, besitzt ein Startgewicht von 748 t (ohne Rettungsrakete) oder 750 t (für Personentransport) und einen Startschub von 8730 kN.
Laut der Patentanmeldung vom 26. August 2022 wird bei der boosterlosen Version auf die Flossen am Heck der ersten Stufe verzichtet. Zur Reduzierung des Absturzgebiets der ersten Stufe ist diese, ähnlich wie die Raketen vom Typ Langer Marsch 4B, mit schwenkbaren Gitterflossen ausgestattet.

## Technische Daten
| Nutzlast      | Raumschiff                                            | Landefähre                                            |
| ------------- | ----------------------------------------------------- | ----------------------------------------------------- |
| Stufen        | 3                                                     | 3                                                     |
| Höhe          | 91,6 m                                                | 88,5 m                                                |
| Durchmesser   | 5 m                                                   | 5 m                                                   |
| Startmasse    | 2189 t                                                | 2187 t                                                |
| Startschub    | 26.780 kN                                             | 26.780 kN                                             |
| Nutzlast      | 27 t LTO (Mond-Transferorbit)                         | 27 t LTO (Mond-Transferorbit)                         |
| 1. Stufe      |                                                       |                                                       |
| Durchmesser   | 5 m                                                   | 5 m                                                   |
| Triebwerk     | 7 × YF-100K mit je 1250 kN Schubkraft auf Meereshöhe  | 7 × YF-100K mit je 1250 kN Schubkraft auf Meereshöhe  |
| Treibstoff    | Flüssigsauerstoff und Raketenkerosin                  | Flüssigsauerstoff und Raketenkerosin                  |
| Booster (2 ×) |                                                       |                                                       |
| Durchmesser   | 5 m                                                   | 5 m                                                   |
| Triebwerk     | 7 × YF-100K mit je 1250 kN Schubkraft auf Meereshöhe  | 7 × YF-100K mit je 1250 kN Schubkraft auf Meereshöhe  |
| Treibstoff    | Flüssigsauerstoff und Raketenkerosin                  | Flüssigsauerstoff und Raketenkerosin                  |
| 2. Stufe      |                                                       |                                                       |
| Durchmesser   | 5 m                                                   | 5 m                                                   |
| Triebwerk     | 2 × YF-100M mit je 1432 kN Vakuumschub                | 2 × YF-100M mit je 1432 kN Vakuumschub                |
| Treibstoff    | Flüssigsauerstoff und Raketenkerosin                  | Flüssigsauerstoff und Raketenkerosin                  |
| 3. Stufe      |                                                       |                                                       |
| Durchmesser   | 5 m                                                   | 5 m                                                   |
| Triebwerk     | 3 × YF-75E mit je 92,11 kN Vakuumschub, wiederzündbar | 3 × YF-75E mit je 92,11 kN Vakuumschub, wiederzündbar |
| Treibstoff    | Flüssigsauerstoff und flüssiger Wasserstoff           | Flüssigsauerstoff und flüssiger Wasserstoff           |

## Vergleich mit anderen Schwerlastraketen
Die folgenden Superschwerlast-Trägerraketen sind derzeit im Einsatz oder in Entwicklung. Eine historische Übersicht gibt die Liste der höchsten Trägerraketennutzlasten.
| Rakete       | Hersteller  | Stufen | Seitenbooster | max. Nutzlast     | max. Nutzlast      | wiederverwendbar                              | bemannte Missionen | orbitaler Erstflug             |
| Rakete       | Hersteller  | Stufen | Seitenbooster | LEO               | GTO                | wiederverwendbar                              | bemannte Missionen | orbitaler Erstflug             |
| ------------ | ----------- | ------ | ------------- | ----------------- | ------------------ | --------------------------------------------- | ------------------ | ------------------------------ |
| Starship     | SpaceX      | 2      | –             | > 250 t > 120 t 1 | > 21 t (> 100 t 2) | vollständig                                   | geplant            | Starlink v3, 2025 (angestrebt) |
| CZ-9         | CALT        | 2–3    | –             | > 150 t > 100 t 1 | > 50 t > 35 t 1    | Erststufe                                     | nicht geplant      | ca. 2033 (angestrebt)          |
| SLS Block 1B | Boeing      | 2      | 2             | > 105 t           | > 42 t             | nein                                          | geplant            | Artemis 4, 2028 (geplant)      |
| SLS Block 1  | Boeing      | 2      | 2             | > 095 t           | > 27 t             | nein                                          | geplant            | Artemis 1, 2022                |
| CZ-10        | CASC        | 3      | 2             | > 070 t           | > 25 t             | nein                                          | geplant            | 2027 (geplant)                 |
| Falcon Heavy | SpaceX      | 2      | 2             | > 064 t > 030 t 1 | > 27 t             | Erststufe, Seitenbooster, Nutzlastverkleidung | nicht geplant      | FH Demo, 2018                  |
| New Glenn    | Blue Origin | 2      | –             | > 045 t 1         | > 13 t 1           | Erststufe                                     | geplant            | 2025                           |